# 少鳞舌鳎
少鳞舌鳎（学名：Cynoglossus oligolepis），又名寡鱗舌鰨，为舌鳎科舌鳎属的鱼类，俗名稀鳞舌鳎、龙利、狗舌、大鳞舌鳎。分布于西达印度及斯里兰卡、南达印度尼西亚以及两广、福建到台湾及浙江舟山等近海等，属于暖水性底层海鱼。该物种的模式产地在雅加达。